# 扎諾尼 (密蘇里州)
扎諾尼（英語：Zanoni）是位於美國密蘇里州歐扎克縣的非建制地區。

## 歷史
扎諾尼的郵局自1898年營運至今。

## 地理
扎諾尼所處的海拔為高於海平面220米（即722英呎），而該地所採用的時區為UTC-6，即北美中部時區（CST）。同時該地設有夏令時間，為UTC-6調快一小時，即UTC-5（CDT）。